# مارك أويليه
مارك أويليه (مواليد 8 يونيو 1944) هو كاهن كاثوليكي كندي، أصبح كاردينال في عام 2003.